# 美国太空司令部
美國太空司令部（英語：United States Space Command，USSPACECOM）是隸屬美國國防部的一體化作戰司令部之一，負責太空作戰。太空司令部於1985年成立，後於2002年解編，其職責併入美國戰略司令部內，直至2019年8月29日重編。

## 任務
太空司令部的任務是「在太空中行動或作戰以制止衝突、並在必要時戰勝侵略，向聯合部隊提供太空作戰能量、並與盟國和夥件捍衛切身利益」。

## 名稱與職能
儘管美國太空司令部、美國空軍太空司令部和美國太空軍三個組織的名稱相當近似，可是在職能上有很大的差異。美國太空司令部是依據戈德華特－尼科爾斯法案成立的美國一體化作戰司令部之一，負責指揮各軍種的部隊在所管轄的範圍內執行作戰行動，直接向美國總統或國防部長負責而不受軍種首長的指揮。美國空軍太空司令部是美國空軍下轄的一個次級司令部，2019年底起從空軍中獨立出來組建成美軍第六軍種美国太空军，負責行政管理、訓練和裝備部隊，但不會對其部隊進行作戰指揮。三個組織的太空部隊管理與作戰職能自1982年以來演變如下：
| 年份   | 管理與訓練職能     | 作戰職能                            |
| ------ | ------------------ | ----------------------------------- |
| 1982年 | 美國空軍太空司令部 | 美國空軍太空司令部                  |
| 1986年 | 美國空軍太空司令部 | 美國太空司令部                      |
| 2002年 | 美國空軍太空司令部 | 美國戰略司令部 — 空間聯合機能司令部 |
| 2019年 | 美國太空軍         | 美國太空司令部                      |

除了上述空軍與太空軍的部隊以外，本司令部也指揮其他軍種的外太空作戰部隊，包括美國陸軍太空與飛彈防禦司令部，詳細可參與下文組成一節。另外，作為美軍的一體化作戰司令部，本司令部的指揮官並不限於空軍或太空軍的長官，例如2020年8月起就任的司令為陸軍上將，而同期的一級士官長隸屬於海軍陸戰隊。

## 組織
太空司令部下設兩個次級司令部：
- 聯合部队太空职能司令部(CFSCC)，駐地加州范登堡空軍基地
  -  聯合太空作戰中心(CSpOC)，駐地加州范登堡空軍基地
  -  導彈預警中心(MWC)，駐地科羅拉多州夏延山綜合設施
  -  聯合天基紅外衛星系統中心(JOPC)，駐地科羅拉多州巴克利空軍基地
  -  聯合軍事導航中心(JNWC)，駐地新墨西哥州科特蘭空軍基地
- 太空防禦聯合特遣隊(JTF–SD)，駐地科羅拉多州施里弗空軍基地
  -  国家太空防御中心(NSDC)，駐地科羅拉多州施里弗空軍基地

## 組成
太空司令部的作戰部隊主要來自以下各軍種的部隊：
- 美國陸軍 —  太空與飛彈防禦司令部[6]
- 美國海軍 —  艦隊網絡司令部[7]
- 美國海軍陸戰隊 —  陸戰隊网络司令部
- 美國空軍 —  第16航空遠征特遣隊
- 美國太空軍 —  太空作戰司令部

## 歷史

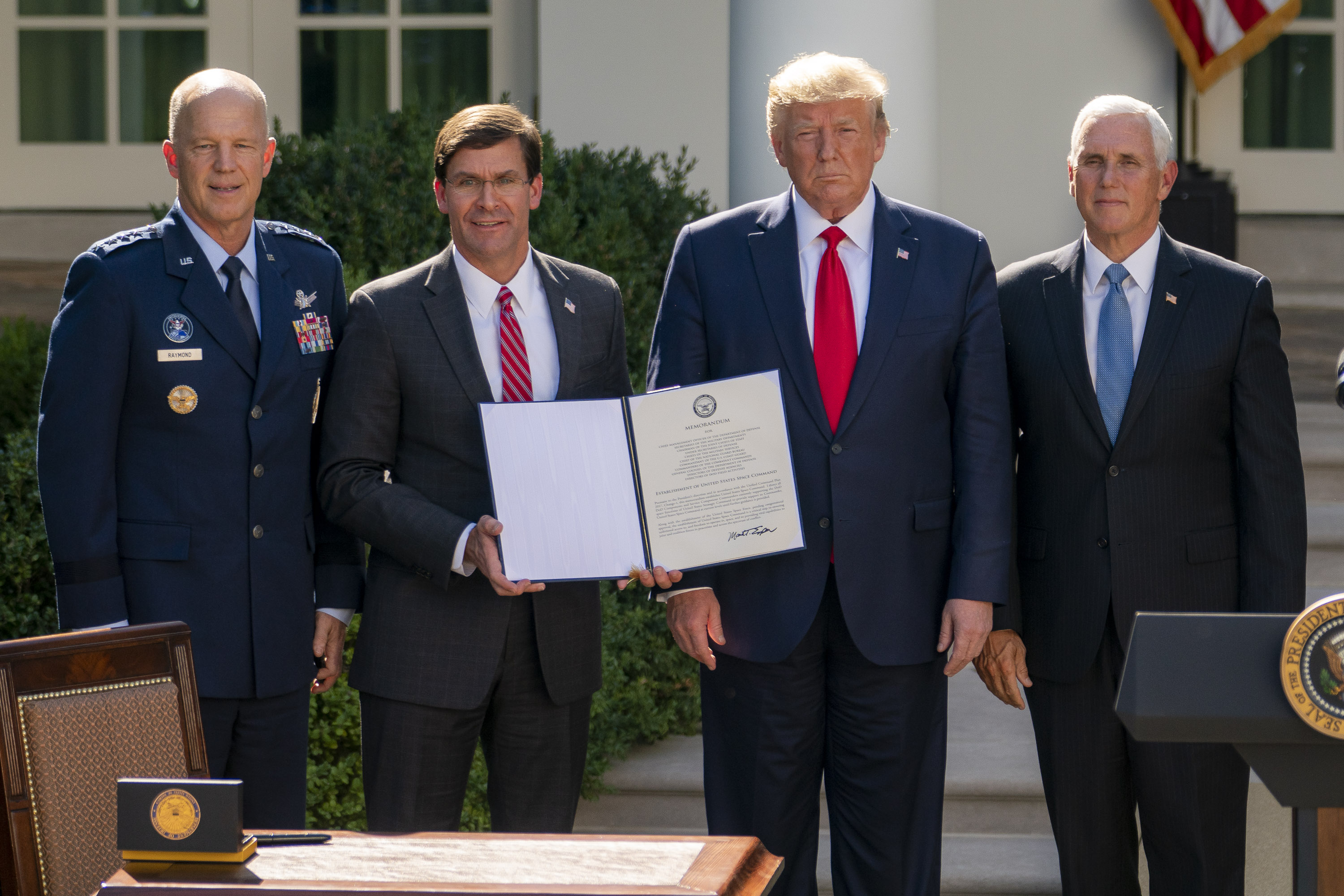
2019年太空司令部重編典禮，左起時任太空司令部司令、國防部長、總統及副總統

1985年9月成立，2002年解編。
2019年8月29日重啟。

## 歷任司令

### 1985年-2002年
均兼任北美防空司令部（NORAD）司令
1. 空軍上將 Robert T. Herres
2. 空軍上將 John L. Piotrowski
3. 空軍上將 Donald J. Kutyna
4. 空軍上將 Charles A. "Chuck" Horner
5. 空軍上將 Joseph W. Ashy
6. 空軍上將 Howell M. Estes III
7. 空軍上將 Richard B. Myers
8. 空軍上將 Ralph E. "Ed" Eberhart

### 2019年重編後
| 順序 | 肖像            | 姓名                     | 任期          | 任期          | 軍種       |
| 順序 | 肖像            | 姓名                     | 任職日        | 離職日        | 軍種       |
| ---- | --------------- | ------------------------ | ------------- | ------------- | ---------- |
| 1    | 約翰·W·雷蒙德   | 太空軍上將 約翰·W·雷蒙德 | 2019年8月29日 | 2020年8月19日 | 美國太空軍 |
| 2    | 詹姆斯·H·狄金森 | 陸軍上將 詹姆斯·H·狄金森 | 2020年8月20日 | 2024年1月10日 | 美國陸軍   |
| 3    | 史蒂芬·懷廷     | 太空軍上將 史蒂芬·懷廷   | 2024年1月10日 | 現任          | 美國太空軍 |

## 外部連結
- www.spacecom.mil